# Norbert Moser
Norbert Moser (* 15. Dezember 1930 in Bensheim; † 11. März 1984) war ein deutscher Offizier der Luftwaffe der Bundeswehr, zuletzt im Dienstgrad eines Oberstleutnants und inoffizieller Mitarbeiter des Ministeriums für Staatssicherheit (MfS) der Deutschen Demokratischen Republik (DDR).

## Leben
Mosers Laufbahn bei der Bundeswehr begann in der Panzerjägertruppe. Moser war von 1960 bis 1968 Angehöriger des Lufttransportgeschwaders 61 in Neubiberg bei München. In den 1970er war er Verbindungsoffizier zu verschiedenen Großverbänden des Heeres, darunter die Panzerbrigade 21 in Augustdorf und der Panzerbrigade 20. Als „Air Liaison Officer“ (ALO) nahm er an zahlreichen Gefechtsübungen teil, etwa im September 1974 an der Divisionsübung „Harte Nuß“.

## Spionagetätigkeit
Moser arbeitete ab 1956 oder 1957 für den zivilen Auslandsnachrichtendienst der DDR, die Hauptverwaltung A (HVA) des MfS. Angeworben wurde er von seinem Schwager, einem hauptamtlichen MfS-Mitarbeiter der MfS-Bezirksverwaltung Magdeburg. Mosers Auftrag war in erster Linie, Einzelheiten des General Defense Plan für das I. Korps auszukundschaften. Auch soll er Informationen über Lufttransportverbände sowie zur Entwicklung des Kampfpanzers Leopard 2 geliefert haben. Als Agentenlohn erhielt er monatlich 4000 DM sowie insgesamt 300.000 DM Prämien. 1972 traf sich Moser in der DDR-Botschaft in Helsinki mit dem Stellvertretenden Leiter der HVA, Generalleutnant Hans Fruck. 
Im Januar 1975 erhielt der Militärische Abschirmdienst (MAD) einen Hinweis vom Bundesamt für Verfassungsschutz (BfV), ein Stabsoffizier der Luftwaffe arbeite möglicherweise für Ost-Berlin. Der Hinweis kam aus der Operation Anmeldung. In deren Rahmen war aufgefallen, dass das Ehepaar Moser Kontakte zu dem mutmaßlichen MfS-Residenten-Ehepaar unter dem Decknamen „Krause“ hatte. Die MAD-Gruppe III übernahm den Fall in Zusammenarbeit mit dem BfV und leitete die Abwehroperation „Kalkar“ ein. Das Ehepaar Moser wurde observiert und im Juli 1975 G 10-Maßnahmen beantragt. Im Rahmen der Observation fiel auf, dass sich die Mosers mit dem Ehepaar „Richter“ trafen. Bei deren Überprüfung fiel auch, dass auch diese als MfS-Angehörige illegal in Deutschland lebten. In Wahrheit hießen sie Jürgen und Karin Pingel. Jürgen hatte sich im Mai 1973 in Neu-Ulm angemeldet und dabei behauptet, zuvor in Göteborg in Schweden gewohnt zu haben. Karin hatte sich Ende Juni 1973, vermeintlich auch Zürich in der Schweiz unter ihrem falschen Geburtsnamen „Ingeborg Selbmann“ angemeldet. Beide heirateten zum Schein in Dänemark, obwohl sie bereits in der DDR verheiratet waren. Die Richters übernahmen nach Weihnachten 1974 die Betreuung der Mosers. Die zuvor zuständigen Krauses mussten abgezogen werden, nachdem sie in Italien den Impfpass ihres Hundes verloren hatten, der ihren Klarnamen aufwies. Daraufhin übernahm das Residentenpaar „Hohnbaum“. Sie wurden jedoch ebenfalls sicherheitshalber nach Zürich abgezogen, nachdem sie mit ihrem Pkw in einem Unfall mit einem Bus der Deutschen Bundesbahn verwickelt waren. Von dort führten sie die Mosers weiter, bis die Richters übernahmen.
Mitte Oktober 1975 erfolgte die Verhaftung des Ehepaars Moser durch das Bundeskriminalamt (BKA). Die Hauptverhandlung fand vom 20. September bis zum 6. Dezember 1977 vor dem Bayerischen Obersten Landesgerichts in München statt. Als Zeuge wurde unter anderem der Generalleutnant Bruno Loosen gehört. Am letzten Sitzungstag wurde Moser zu elf Jahren Freiheitsstrafe wegen gemeinschaftlich begangenen Landesverrats in einem besonders schweren Fall in Tateinheit mit fortgesetzter Verletzung von Dienstgeheimnissen und Bestechung verurteilt. Mosers Ehefrau Ruth erhielt wegen einer schweren Krankheit Haftverschonung. Sie war im Jahr 1971 infolge einer Hirnembolie zum Pflegefall geworden und siedelte im April 1977 in die DDR über, wo sie als hochdekorierte „Kundschafterin des Friedens“ lebte. Norbert Moser kam Ende 1980 im Rahmen eines Agentenaustauschs in die DDR. Im Gegenzug wurden zwei Mitarbeiterinnen des Bundesnachrichtendienstes (BND), die in der DDR zu langen Haftstrafen verurteilt waren, freigelassen. Am 11. März 1984 verstarb Moser an Lungenkrebs. Seine Frau Ruth starb am 17. April desselben Jahres. Moser hatte einen Sohn aus erster Ehe. Die Ehe mit Ruth blieb kinderlos.
Nach Helmut R. Hammerich soll Norbert Moser laut MAD Ehefrau Ruth bereits ihren ersten Ehemann, den 1918 geborenen Bundeswehroffizier Karl-Heinz Knollmann, im Auftrag des MfS geheiratet und als Spion geworben haben. Dieser war Träger des Ritterkreuzes und Kompaniechef von ihrem späteren zweiten Ehemann Norbert Moser in Marburg 1956/57. Zu dieser Zeit soll sie bereits mit ihrem späteren zweiten Mann ein Verhältnis gehabt haben. Nachbarn der Knollmanns, die in Düsseldorf wohnten, berichteten vom hohen Lebensstandard und erkannten auf Urlaubsfotos ein mit den Knollmanns befreundetes Ehepaar, das als Agentenführer tätig war. 1974 oder 1975 verließ dieses Ehepaar die Bundesrepublik fluchtartig. Gemäß einem Schriftgutachten hat Knollmann spätestens seit 1962 für die HVA gearbeitet. Als Knollmann als Quelle zunehmend unergiebig wurde, soll sich seine Ehefrau Ruth laut MAD auftragsgemäß von ihm geschieden und Moser geheiratet haben. Knollmanns zweite Ehefrau beging im November 1977 durch eine Überdosis Schlaftabletten Suizid. Hier sah der MAD einen Zusammenhang mit der nachrichtendienstlichen Verstrickung ihres Ehemanns.
Michael Wala stellt, unter Verweis auf Friedrich-Wilhelm Schlomann, die Rolle Ruths anders dar. Demnach wurde sie Mitte der 1950er Jahre von der Militärischen Aufklärung der Nationalen Volksarmee angeworben. Ihr Ehemann Karl-Heinz Knollmann sei von ihrem Bruder bei einem Verwandtschaftsbesuch in der DDR angeworben worden. Karl-Heinz Knollmann soll Oberstleutnant im Bundesgrenzschutz gewesen sein, möglicherweise in der ersten Hälfte der 1950er Jahre vor seiner Übernahme in die Bundeswehr.
Hammerich urteilt, der Fall Moser sei eine der bemerkenswertesten Abwehrerfolge des MAD. Der Erfolg beruhe auf der qualifizierten Arbeit der Operativarbeiter sowie der Observationskräfte. Zudem gelte der Fall als Musterbeispiel für die gute Zusammenarbeit innerhalb des MAD, mit dem BfV, dem BKA und dem Generalbundesanwalt beim Bundesgerichtshof.